# 全知
全知（英語：omniscience，/ɒmˈnɪʃəns/）

## 釋義
英文字根出自拉丁文omniscientia。它包括两部份：omnis（全部）及scientia（知识）。

## 不同宗教人士对全知的信仰
- 伊斯兰教徒认为安拉是全知神。（古兰经）
- 印度教徒认为伐楼拿是全知神。（阿闼婆吠陀）
- 奥林匹斯教徒相信宙斯是全知全能的。（希腊神话）
- 巴哈伊教创始人巴孛认为人格化的独一神是全知全能的。
- 瑜伽修行者认为PURUSHA（真实自我）是全知的。（瑜伽经）
- 耆那教徒认为Paramatma（最高境界的灵魂）是全知的。（Niyamsara）
- 基督教徒认为亚伯拉罕的主雅威是无所不知的。（《约翰福音》21章17節）
- 印度佛教僧侣那伽斯说：“佛为一切知者、一切见者。”（弥兰陀王问经）
- 婆罗门教教徒阿毗那婆笈多认为“吾即湿婆”的纯想（suddhavikalpa）状态是全知的。
- 道教修行者相信“道言：真人者，体洞虚无，与道合真，同於自然，无所不能，无所不知，无所不通。”（洞元自然经诀）

## 萨特存在主义哲学中的全知者
哲学家萨特认为，人的存在是自己创造自己。一位想成为全知者的少年在朝向未来，投射出理想的自我之时，他不只是当下的自己，这时他成为全知者回想自己。
“	……人首先存在，遭遇各种事件，世界变化莫测，然后定义自己。因为人在开始时一无所有，只是后来才成为什么。	” 
......因此无所谓人性，因为没有上帝去创造这个概念，人赤裸裸地存在。这不是想像中（conceive）的自己，而是意欲（will）成为什么就是什么；他存在之后，才能想像他自己是什么，
这是在他跃进存在之后意欲的（what he wills himself to be after this thrust toward existence），人除了自我塑造之外什么也不是。（Man is nothing else but what he makes of himself.）
——萨特《存在主义是一种人道主义》